# Heinrich Pfeifer
Heinrich Franz Pfeifer (auch: Heinrich Pfeiffer; Decknamen: Heinz Stein, Heinrich Orb; * 21. März 1905 in Frankfurt am Main; † 23. Juli 1949 ebenda) war ein deutscher Geheimdienstler.

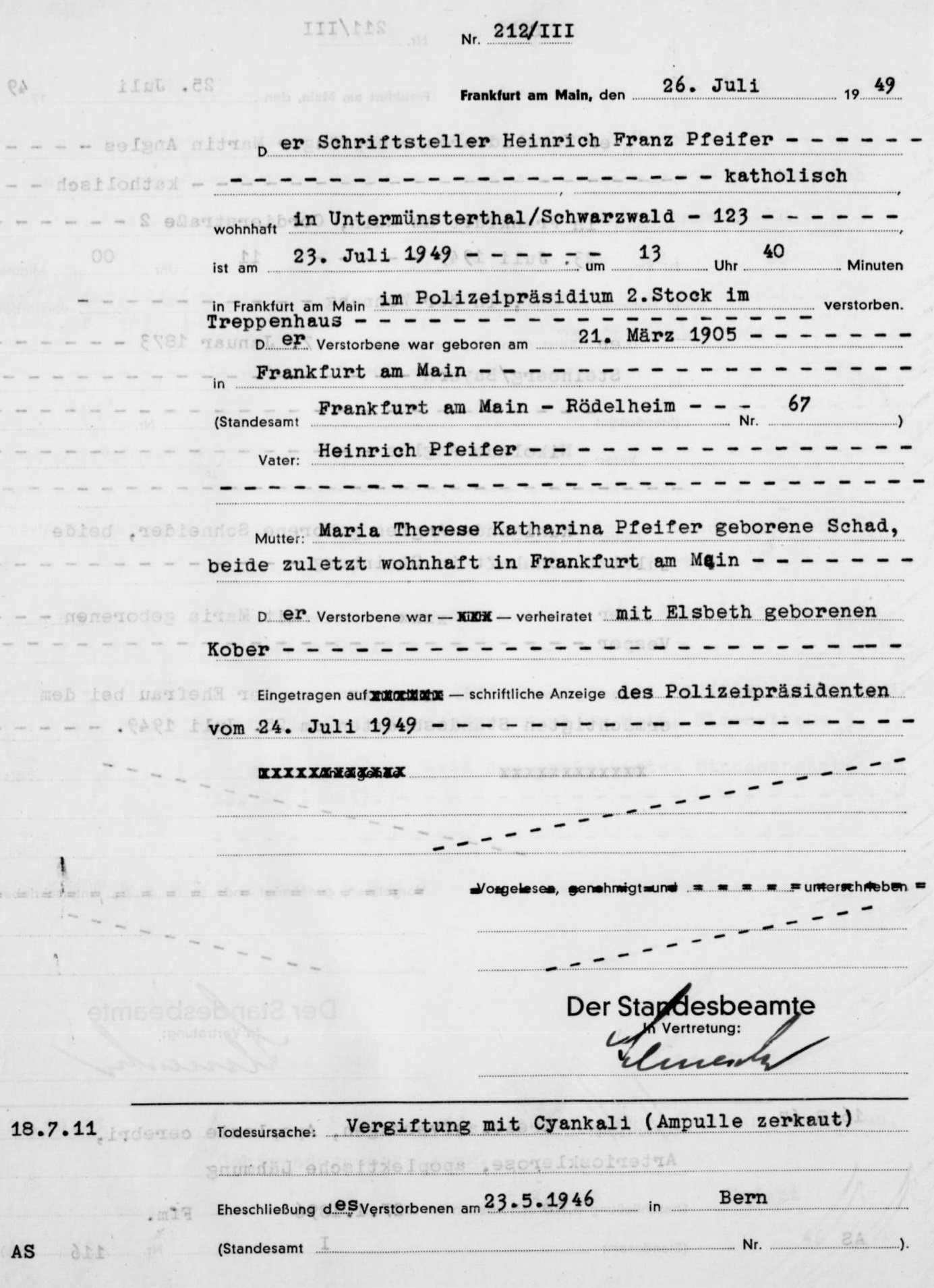
Offizielle Sterbeurkunde für Heinrich Pfeifer beim Frankfurter Standesamt mit der Sterbeursache „Vergiftung mit Cyankali (Ampulle zerkaut)“.

## Leben
Pfeifer war ein Sohn des Postbeamten Heinrich Pfeifer (* 25. Juli 1865 in Orb, Kreis Gelnhausen; † 3. Januar 1916 in Frankfurt-Rödelheim) und seiner Ehefrau Maria Therese Katharina, geb. Schad (* 10. November 1865 in Hanau; † 15. Januar 1941 in Frankfurt-Höchst), die am 19. Oktober 1889 in Frankfurt (Standesamt II) geheiratet hatten.
Nach dem Besuch der Realschule in Frankfurt am Main absolvierte Pfeifer eine kaufmännische Lehre. Anschließend betätigte er sich abwechselnd als Kaufmann, Übersetzer, Sachbearbeiter in der Abwehrabteilung des Reichswehrministeriums und politischer Geschäftemacher. Nach viereinhalbjährigem Aufenthalt im Ausland kehrte er 1927 nach Deutschland zurück. 1928 ließ er sich in Berlin nieder, wo er offiziell die Berufsbezeichnung „Schriftsteller“ führte.
Am 23. Juli 1931 wurde Pfeifer in Berlin in Haft genommen. Hintergrund war seine Verwicklung in einen weitverzweigten Komplex dubioser Finanzgeschäfte einer Gruppe von Männern um den Rechtsanwalt Erich Heynau, wobei ihm konkret die Veruntreuung von Vermögenswerten der Konsulswitwe Amelie Du Vinage vorgeworfen wurde, mit der er trotz erheblichen Altersunterschiedes 1931 eine Affäre begonnen hatte und von der er zu ihrem Vermögensverwalter bestellt worden war.
Am 6. August 1932 wurde Pfeifer im Rahmen des Heynau-Prozesses von der Großen Strafkammer IV des Landgerichts Stuttgart wegen eines fortgesetzten Vergehens des Betrugs zu einer Gefängnisstrafe von acht Monaten verurteilt, die durch die Untersuchungshaft als verbüßt galt. Vom Vorwurf der Veruntreuung wurde er ausdrücklich freigesprochen und ihm stattdessen vorgeworfen, dass er seine Klientin nicht vorsätzlich, aber „frevelhaft leichtsinnig“ in Schulden „hineingeritten“ und auch sonst im Geschäftsleben nicht unerheblichen Schaden angerichtet hatte.

### Tätigkeit im NS-Staat
1933 wurde Heinrich Pfeifer von Werner Best für den Sicherheitsdienst der SS als Agent angeworben.
1934 leitete er einige Monate lang unter dem Pseudonym Heinrich Stein das so genannte Sonderbüro Stein, das ab Mai 1934 die Bezeichnung Sicherheitsdienst des Reichsführers SS z. b. V. führte. Dieses war ein Heinrich Himmler und Reinhard Heydrich sowie dem Reichswehrministerium zuarbeitendes Geheimbüro zur Bearbeitung besonderer nachrichtendienstlicher Fälle. Nach Differenzen mit Heydrich wurde Pfeifer im August 1934 verhaftet und als „Ehrenhäftling“ ins KZ Columbia eingewiesen, wo er bis zum Sommer 1935 gefangen gehalten wurde. Anschließend ging er nach Magdeburg, von wo aus er 1936 über Danzig ins Ausland floh.
In den folgenden Jahren arbeitete Pfeifer für den polnischen Geheimdienst, bevor er über mehrere Zwischenstationen (u. a. Großbritannien) 1938 in die Schweiz gelangte. Dort lebte er bis 1947 als Emigrant. Unterstützung bekam Pfeifer im Exil von dem Schweizer Journalisten Alfred Kober, dessen Tochter Elsbeth er nach Kriegsende heiratete. Während der Kriegsjahre wurde Pfeifer von den Schweizer Behörden aufgrund der Neutralitätspolitik seines Gastlandes erst in dem als eine Sonderabteilung innerhalb der Strafanstalt Bellechasse bestehenden Interniertenlager Sugiez-Les Vernes (1941–1943) und später im Theresienstift bei Fribourg (1943 bis 1944) interniert.
1940 setzte das Reichssicherheitshauptamt in Berlin Pfeifers Namen auf die Sonderfahndungsliste G.B., ein Verzeichnis von Personen, die im Falle einer erfolgreichen Invasion der britischen Inseln durch die deutsche Wehrmacht mit besonderer Priorität von Sonderkommandos der SS, die den Besatzungstruppen folgen sollten, ausfindig gemacht und verhaftet werden sollten.
1945 veröffentlichte Pfeifer beim Schweizer Olten-Verlag Otto Walter A. G. unter dem Pseudonym Heinrich Orb das Buch Nationalsozialismus – 13 Jahre Machtrausch, in dem er über seine Erlebnisse im Dienst der NS-Führung berichtete.
Rönn von Uexküll war noch 1976 in seiner Studie Unser Mann in Berlin der Ansicht, Günther Patschowsky wäre unter dem Pseudonym Heinrich Orb der Verfasser des Buches, und er hielt auch den Namen Heinrich Pfeifer für ein weiteres Pseudonym Patschowskys (Einzelheiten unter: Günther Patschowsky, Abschnitt: „Nachwirken“).
In seinem Buch bezeichnet Heinrich Pfeifer/Orb Johannes Schmidt als den Mörder Kurt von Schleichers; in diesem Zusammenhang prüfte der Historiker Rainer Orth in seiner Magisterarbeit Der SD-Mann Johannes Schmidt – Der Mörder des Reichskanzlers Kurt von Schleicher? die Vertrauenswürdigkeit der Buchangaben Pfeifers und kam für den Zeitraum bis zu Pfeifers Emigration 1936 zu dem Ergebnis, dass die Angaben überwiegend vertrauenswürdig seien.
Bereits 1940 war von dem Emigranten Walther Korodi beim Pallas-Verlag in London das Buch Inside the Gestapo: Hitler’s Shadow Over the World publiziert worden, welches dort unter dem Pseudonym Hansjürgen Koehler erschienen war. Dieses enthielt wortwörtliche Übersetzungen einiger Kapitel eines Manuskriptes von Pfeifer über seine Erlebnisse im Dienst von Himmler und Heydrich, das er unter dem Titel Hinter den Kulissen des 3. Reiches dem Pallas-Verlag angeboten hatte, ohne eine Antwort zu bekommen. Pfeifers Manuskript war von dem Verlag und von Korodi ohne seine Erlaubnis ins Englische übersetzt und durch einige von Korodi verfasste Kapitel zu dem Buch Inside the Gestapo: Hitler’s Shadow Over the World ergänzt worden. Nach Außen hin erweckte das Buch den Eindruck, es sei ein von einem einzelnen Autoren verfasster Erlebnisbericht.
Im Juni 1947 verließ Pfeifer die Schweiz. Er hielt sich anschließend kurzzeitig in Innsbruck/Österreich auf, um noch im selben Jahr nach Deutschland zurückzukehren. Dort lebte er zunächst in Frankfurt am Main und dann in Untermünstertal.
Der Tod Heinrich Pfeifers ist laut den Ermittlungen des Autors Rainer Orth mysteriös und möglicherweise nur fingiert worden. Pfeifer wurde demnach am 23. Juli 1949 von zwei Kriminalpolizei-Beamten wegen einer geringfügigen Angelegenheit (Anerkenntnis einer Finanzschuld) zu einem kurzen Besuch ins Frankfurter Polizeipräsidium gebeten. Dort habe er im Treppenhaus plötzlich eine Zyankali-Kapsel zerbissen.
Am 28. Juli 1949 kam es zur Einäscherung auf dem Hauptfriedhof. Die Urne wurde am 4. oder 6. August 1949 auf dem Hausener Friedhof beigesetzt (Reihe der Urnen 8, Nr. 3). Das Grab wurde routinemäßig nach zwanzig Jahren eingeebnet.
Laut Orth steht in Pfeifers Sterbeeintrag beim Standesamt Frankfurt tatsächlich „Vergiftung mit Zyankali (Ampulle zerkaut)“. Eine Identifizierung der Leiche durch Angehörige fand jedoch nicht statt und als die Schwester des Verstorbenen einige Wochen nach dessen Tod mit den beiden Beamten im Polizeipräsidium sprechen wollte, die ihren Bruder abgeholt hatten, waren diese angeblich nicht bekannt, wie auch sonst angeblich niemand mit dem Fall zu tun gehabt hatte.
Mehrere Personen wollen Heinrich Pfeifer nach dessen angeblichen Tod in der Schweiz gesehen haben; die Ehefrau Pfeifers verweigerte bis zu ihrem eigenen Tod jedes Gespräch zu der Angelegenheit. Pfeifers Sohn Johannes-Heinrich glaubte nicht, dass sein Vater 1949 starb, sondern dass „eine Art des Ausstiegs arrangiert“ wurde.

## Ehen und Nachkommen
In erster Ehe heiratete Pfeifer am 16. September 1932 Helene Wolf, geschiedene Lichte. Aus dieser Verbindung, die am 16. Mai 1947 geschieden wurde, stammte der Sohn Johannes-Heinrich „Hans“ Pfeifer (* 19. Dezember 1931 in Berlin). 
Aus der früheren Ehe seiner Frau mit dem Photographen Arthur Lichte hatte er zudem die Stieftochter Ursula Lichte (* 11. November 1919 in Berlin) und den Stiefsohn Helmut Wilhelm Lichte (* 20. September 1924 in Langenberg; † 21. Oktober 1944), der im Zweiten Weltkrieg umkam.
Am 23. Mai 1947 heiratete Pfeifer in Bern in zweiter Ehe Elsbeth Kober (* 18. Juli 1911 in Basel/Schweiz; † 1990). Aus dieser Ehe gingen die beiden Söhne Michael Pfeifer (* 30. September 1947 in Innsbruck) und Tadeus Pfeifer (* 5. April 1949 in Freiburg im Breisgau; † 11. September 2010 in Basel) hervor, von denen der erste Rechtsanwalt wurde, während der zweite als Dichter Bekanntheit erlangte.

## Schriften
- Unter dem Pseudonym Heinrich Orb: Nationalsozialismus – 13 Jahre Machtrausch. Walter, Olten 1945.